# Leptochilus kurnubensis
Leptochilus kurnubensis är en stekelart som beskrevs av Blüthgen 1955. Leptochilus kurnubensis ingår i släktet Leptochilus och familjen Eumenidae. Inga underarter finns listade i Catalogue of Life.